# Winners Open
Winners Open – żeński turniej tenisowy kategorii WTA 250 zaliczany do cyklu WTA Tour, rozgrywany na kortach ceglanych w Klużu-Napoce w sezonie 2021.
Zmagania odbywały się na kortach Winners Sports Club.

## Mecze finałowe

### Gra pojedyncza kobiet
| Rok  | Zwyciężczyni    | Finalistka   | Wynik    |
| 2021 | Andrea Petković | Majar Szarif | 6:1, 6:1 |

### Gra podwójna kobiet
| Rok  | Zwyciężczynie                | Finalistki                   | Wynik    |
| 2021 | Nateła Dzałamidze Kaja Juvan | Katarzyna Piter Majar Szarif | 6:3, 6:4 |